# قرار مجلس الأمن التابع للأمم المتحدة رقم 2532
قرار مجلس الأمن التابع للأمم المتحدة رقم 2532، المتخذ بالإجماع في 1 يوليو 2020. القرار هو رد على «نداء من أجل وقف إطلاق نار عالمي» للأمين العام للأمم المتحدة أنطونيو غوتيريس يوم الاثنين، 23 مارس 2020،  وكأول وقف عالمي لإطلاق النار، هو جزء من استجابة الأمم المتحدة لوباء كوفيد-19.
يطالب القرار «بوقف عام وفوري للأعمال العدائية في جميع الحالات المدرجة على جدول أعماله» (أي تلك التي حددها بالفعل مجلس الأمن)؛ يدعو جميع الأطراف المنخرطة في نزاعات مسلحة (أي، بما في ذلك تلك غير المدرجة على وجه التحديد في جدول أعمال مجلس الأمن) إلى «الانخراط على الفور في توقف إنساني دائم لمدة 90 يومًا متتالية على الأقل»؛ يستثني على وجه التحديد الجماعات الإرهابية المصنفة من قبل مجلس الأمن، مثل تنظيم الدولة الإسلامية في العراق والشام؛ يطلب من الأمين العام للأمم المتحدة تسريع الاستجابة الدولية لوباء الفيروس التاجي ويطلب من الأمين العام تحديث مجلس الأمن بانتظام ويطلب من الأمين العام توجيه عمليات حفظ السلام لتوفير الدعم والحفاظ على استمرارية العمليات ويقر بالأهمية الحاسمة لدور المرأة في جهود الاستجابة لكوفيد-19 والتأثير الشديد على المستضعفين ويقرر الحفاظ على الرقابة.